# Вудс, Дональд
Дональд Вудс (имя и фамилия при рождении — Ральф Льюис Зинк) (англ. Donald Woods; 2 декабря 1906, Брэндон, Канада — 5 марта 1998, Палм-Спрингс, Калифорния, США) — канадско-американский актёр кино и телевидения, чья карьера длилась шесть десятилетий.

## Биография
Родился в семье пресвитериан немецкого происхождения.
В детстве переехал с семьёй из Канады в Калифорнию, вырос в Бербанке. Окончил Калифорнийский университет в Беркли.
Дебютировал в кино в 1928 году. Начинал, в основном, в массовках, хотя иногда получал роли в таких известных художественных фильмах, как «Anthony Adverse», «Watch on the Rhine» и «The Bridge of San Luis Rey». Стал широко известен после выхода фильмов «Затерянный вулкан», «Полицейская история», «Оуэн Маршалл, советник адвокатов».
На заре телевидения Вудс появлялся в фильмах Крейга Кеннеди, в таких сериалах, как «The Philco Television Playhouse», «Armstrong Circle Theater», «Robert Montgomery Presents», «The United States Steel Hour» и «General Electric Theater». Позже был постоянным участником сериала «Тэмми», появлялся в сериалах «Bat Masterson», «Wagon Train», «Ben Casey», «77 Sunset Strip», «Hawaiian Eye», «Stoney Burke», «Bonanza», «Coronet Blue», «Ironside», «Alias Smith and Jones» и «Owen».
Снялся в около 130 кино-, телефильмах и сериалах. Удостоен звезды на знаменитой Голливудской «Аллее славы».

## Избранная фильмография
- 1935 — Флорентийский кинжал — Хуан «Сезар» Чезаре
- 1935 — Дело о любопытной новобрачной — Карл Монтейн
- 1935 — Повесть о Луи Пастере — доктор Жан Мартель
- 1936 — Энтони Несчастный — Винсент Нольт
- 1937 — Чарли Чан на Бродвее — Спид Пэттен
- 1939 — Девушка из Мексики — Денни Линдсдей
- 1943 — Дозор на Рейне — Дэвид Фарелли
- 1949 — Место преступления — Боб Херкаймер, криминальный репортёр
- 1953 — Чудовище с глубины 20 000 саженей — капитан Фил Джексон
- 1960 — 13 призраков — Сайрус Зорба
- 1964 — Целующиеся кузены — Элвин Донфорд
- 1969 — Настоящее мужество — Барлоу